# 1,1-bis(hidroximetil)ciclopropano
El 1,1-bis(hidroximetil)ciclopropano es un diol alifático de fórmula molecular C5H10O2.
Su estructura comprende un anillo de ciclopropano con dos grupos metoxilo (-CH2-OH) unidos al mismo átomo de carbono. Recibe también los nombres de [1-(hidroximetil)ciclopropil]metanol (nomenclatura IUPAC) y 1,1-ciclopropanodiildimetanol.

## Propiedades físicas y químicas
El 1,1-bis(hidroximetil)ciclopropano es un líquido incoloro o ligeramente amarillo que hierve a 235 °C. Su punto de fusión no es conocido; pudiendo estar por debajo de 22 °C (cifra estimada, no experimental).
Posee una densidad superior a la del agua, 1,065 g/cm³.
El valor estimado del logaritmo de su coeficiente de reparto, logP ≃ -0,5, denota una solubilidad menor en disolventes apolares que en agua.
En cuanto a su reactividad, este compuesto es incompatible con agentes oxidantes fuertes.

## Síntesis y usos
La síntesis del 1,1-bis(hidroximetil)ciclopropano puede realizarse a partir del éster de dimetilo del ácido 1,1-ciclopropanodicarboxílico. Esta reacción se lleva a cabo en éter etílico, actuando como agente reductor hidruro de litio y aluminio (LiAlH4). Después de 4 horas, la reacción se interrumpe por la adición de sulfato de sodio. El rendimiento obtenido es cercano al 86%.
Otro procedimiento similar tiene como precursor 1,1-ciclopropanodicarboxílato de dietilo en tetrahidrofurano y emplea igualmente LiAlH4. En este caso, la reacción se detiene añadiendo agua, después hidróxido sódico y de nuevo agua.
A su vez, el 1,1-bis(hidroximetil)ciclopropano sirve para obtener el correspondiente sulfito cíclico (5,7-dioxa-6-tiaspiro[2.5]octano 6-óxido) por transesterificación con sulfito de diisopropilo.
Análogamente la deshidratación de este diol, catalizada por ácido sulfúrico, permite sintetizar ciclobutanocarbaldehído.
En cuanto a sus usos, el 1,1-bis(hidroximetil)ciclopropano es intermediario en la producción de derivados orto-sustituidos de haloalquilsulfonanilida, empleados como herbicidas.
Interviene también en la síntesis de ácidos indaniloxifenilciclopropanocarboxílicos, compuestos farmacéuticos que modulan la actividad del receptor acoplado a proteínas G GPR40; estos fármacos se usan en el tratamiento y prevención de enfermedades influenciadas por este receptor, como la diabetes mellitus tipo 2.
De igual manera, puede ser intermediario en la elaboración de compuestos de triazolopiridina, utilizados en enfermedades que pueden tratarse con inhibidores de la quinasas PIM-1, PIM-2 y PIM-3.

## Precauciones
El 1,1-bis(hidroximetil)ciclopropanol es un producto irritante para piel y ojos. En caso de contacto con los ojos, hay que lavarlos inmediatamente con abundante agua durante al menos quince minutos. Es carcinógeno en animales, si bien su relevancia para humanos no es bien conocida.
Por otro lado, es un compuesto combustible que tiene su punto de inflamabilidad a 110 °C.